# South Ninepin Island
South Ninepin Island (kinesiska: 南果洲) är en ö i Hongkong (Kina). Den ligger i den östra delen av Hongkong. Arean är 0,29 kvadratkilometer.
Terrängen på South Ninepin Island är lite kuperad. Öns högsta punkt är 81 meter över havet. Den sträcker sig 0,9 kilometer i nord-sydlig riktning, och 0,6 kilometer i öst-västlig riktning.